# Filónome (mujer de Cicno)
En la mitología griega, Filónome (en griego antiguo: Φιλονόμη) era hija de Trágaso y la segunda mujer de Cicno, con la que se casó tras morir la primera, Proclea. Habiendo sido rechazada por su hijastro Tenes, del que estaba enamorada, le acusó de un homicidio y presentó como testigo a un flautista o, según otra versión, le acusó de haberla intentado seducir. Cicno, creyendo en su mujer, encerró a Tenes y a su hermana Hemitea en un cofre y lo arrojó al mar. El cofre llegó hasta la isla de Leucofris. Con el paso de los años la isla cambió su nombre por el de Ténedos, en honor a Tenes. Cuando, más tarde, Cicno descubrió la verdad, hizo lapidar al flautista y enterró viva a Filónome. 